# Clinton (condado de Vernon, Wisconsin)
Clinton es un pueblo ubicado en el condado de Vernon en el estado estadounidense de Wisconsin. En el Censo de 2010 tenía una población de 1.358 habitantes y una densidad poblacional de 14,61 personas por km².

## Geografía
Clinton se encuentra ubicado en las coordenadas 43°41′11″N 90°44′27″O / 43.68639, -90.74083. Según la Oficina del Censo de los Estados Unidos, Clinton tiene una superficie total de 92.92 km², de la cual 92.88 km² corresponden a tierra firme y (0.04%) 0.04 km² es agua.

## Demografía
Según el censo de 2010, había 1.358 personas residiendo en Clinton. La densidad de población era de 14,61 hab./km². De los 1.358 habitantes, Clinton estaba compuesto por el 98.31% blancos, el 0.44% eran afroamericanos, el 0.07% eran amerindios, el 0% eran asiáticos, el 0% eran isleños del Pacífico, el 0.74% eran de otras razas y el 0.44% pertenecían a dos o más razas. Del total de la población el 1.18% eran hispanos o latinos de cualquier raza.